# Niklaus Scheibli
Niklaus Scheibli (* 2. November 1962 in Zürich) ist ein Schweizer Schauspieler.

## Leben
Niklaus Scheibli wurde als Sohn des Schauspieler-Ehepaares René Scheibli und Harriet Scheibli-Hasse geboren. Von 1984 bis 1987 absolvierte er seine künstlerische Ausbildung an der Schauspielakademie Zürich. Anschließend arbeitete er freischaffend am Stadttheater Luzern in Frühlings Erwachen von Frank Wedekind und am Atelier-Theater Bern in Woody Allens Die magische Glühbirne. In einer Produktion der Scala Theater AG Basel war er in der Spielzeit 1989/90 in der Rolle des Ruprecht in Der zerbrochne Krug von Heinrich von Kleist auf Tournee.
1989 trat Niklaus Scheibli sein erstes Festengagement am Stadttheater Klagenfurt an. Eine weitere Station seiner Bühnenlaufbahn war das Hessische Staatstheater Wiesbaden. Dort spielte er in der Spielzeit 1993/94 u. a. in Der kleine Horrorladen von Ashman und Menken und Carl Zuckmayers Des Teufels General.
Es folgte eine Verpflichtung an das Staatstheater Darmstadt, wo er in der Spielzeit 1994/95 als eine von mehreren Rollen den Rosenverkäufer Sad in Robert Schneiders Monolog Dreck spielte. 1995 gastierte Scheibli im Rahmen einer Tournee in dem Shaw-Stück Helden als Hauptmann Bluntschli auf zahlreichen deutschen Bühnen.
Von 1996 bis 1999 war das Theater Dortmund seine künstlerische Heimat. Hier sah man ihn u. a. als Tasso in Thomas Strittmatters posthum uraufgeführtem Stück Gesualdo und als Max in Othello darf nicht platzen von Ken Ludwig. Im Jahr 2000 verkörperte Scheibli unter der Regie seines Vaters den Charly Krumm in der Komödie Ein Joghurt für zwei von Stanley Price am Bernhard-Theater Zürich.
Ab 2001 hatte er ein Engagement an der Württembergischen Landesbühne Esslingen. Dort konnte man Scheibli u. a. als Mackie Messer in Brechts Dreigroschenoper erleben.
Seit der Spielzeit 2006/07 ist Niklaus Scheibli Ensemblemitglied des Landestheaters Coburg. Hier spielte er neben vielen anderen Rollen den Benedikt in Viel Lärm um nichts von William Shakespeare und den Albin in dem Musical Ein Käfig voller Narren. Er war ferner der Inhaber der Pension Schöller und Jerry in der Musicalfassung von Manche mögen’s heiß. Außerdem stand er in dem Monodrama Restwärme von Eugen Ruge auf der Bühne. In der Spielzeit 2014/15 war Scheibli u. a. als Müller in Ödön von Horváths Zur schönen Aussicht und als Oberst Pickering in My Fair Lady zu sehen.
Der Schwerpunkt von Niklaus Scheiblis Schaffen liegt am Theater, weshalb man ihn deshalb nur vereinzelt auf dem Bildschirm sah. So spielte er 1995 eine Nebenrolle in der Folge Mordsgefühle der Krimiserie Ein Fall für Zwei und wirkte 2006 in dem nach wahren Begebenheiten gedrehten Schweizer Kinofilm Grounding – Die letzten Tage der Swissair mit.
Niklaus Scheibli ist der Neffe des Bühnenautors Wolfgang Binder.

## Filmografie (Auswahl)
- 1989: Die goldene Jungfrau[8]
- 1995: Ein Fall für zwei – Mordsgefühle
- 2000: Lüthi und Blanc – Notfall[9]
- 2006: Grounding – Die letzten Tage der Swissair